# Sălciile
Sălciile község Prahova megyében, Munténiában, Romániában. A község egyetlen faluból, Sălciile-ből áll.

## Fekvése
A megye délkeleti részén található, a megyeszékhelytől, Ploieşti-től, negyvenkilenc kilométerre délkeletre, sík vidéken fekszik.

## Történelem
A 19. század végén a község Prahova megye Câmpul járásához tartozott. Ezen időszakban 1782 lakosa volt, hozzá tartozott egy vízimalom, egy 1863-ban alapított iskola, valamint egy templom.
1925-ben a Prahova megyei Drăgănești járáshoz tartozott.
1950-ben közigazgatási átszervezés alapján, a Prahova-i régió Urlați rajonjához került, majd 1952-ben a Ploiești régió Mizil rajonjához csatolták.
1968-ban ismét megyerendszert vezettek be az országban, így megint Prahova megye része lett.

## Lakossága
A nemzetiségi megoszlás a következő:
| 2002     | 2002 | 2002   |
| -------- | ---- | ------ |
| Románok  | 2322 | 99,91% |
| Magyarok | 2    | 0,08%  |
| Összesen | 2324 | 100,0% |